# Wanda Bieler
Pour les articles homonymes, voir Bieler.
Wanda Bieler  , née le 7 juillet 1959 à Gressoney-Saint-Jean, est une skieuse alpine italienne. Elle est la sœur de Franco Bieler.

## Résultats sportifs

### Coupe du monde
- Résultat au classement général : 32e en 1976. : 30e en 1978. : 56e en 1979. : 26e en 1980. : 17e en 1981. : 73e en 1982.

### Championnats du monde de ski alpin
- Schladming 1982 slalom:  15e.

### Jeux olympiques d'hiver
- Innsbruck 1976 slalom:  8e.